# 재닛 옐런
재닛 루이즈 옐런(영어: Janet Louise Yellen, 1946년 8월 13일~)은 미국의 경제학자로, 캘리포니아 대학교 버클리 교수이자 현 미국 재무부 장관이다. 2001년 노벨경제학상 수상자인 조지 애컬로프의 배우자이기도 하다. 옐런은 샌프란시스코 연방준비은행의 CEO, 빌 클린턴 정부의 미국 대통령 경제자문위원회 위원, 캘리포니아 대학교(버클리) 하스 경영대학에서 교수로 재직했다.
옐런은 경제이론을 일상생활에 연결시키는데에서 높은 평판을 갖고 있었다. 2012년까지 연방준비제도 부의장으로 재직하던 중, 2013년 10월 10일 버락 오바마 미국 대통령에 의해 미국 연방준비제도의 의장으로 벤 버냉키의 후임으로 지명되었다. 2014년 1월 6일 미국 상원에 의해 연방준비제도 의장으로 임명됐다.

## 생애

### 학력
뉴욕 브루클린의 유대인 집안에서 태어나 브라운대에서 경제학을 전공하고 예일대에서 경제학 박사를 받은 후, 하버드대 조교수, 현재 캘리포니아 대학교 버클리 교수로 재직중이다.

### 경력
연방준비제도이사회(FRB) 이사에 이어 빌 클린턴 행정부 시절인 1997년 대통령 경제자문위원장을 맡았고, 2004년부터 2010년까지 샌프란시스코 연방은행 총재로 근무한 뒤 지금까지 연준 부의장으로 활동하였다. 그리고 2014년부터 새롭게 연방준비제도이사회 의장으로 취임하였다.

## 학력 사항
- 1967년: 펨브로크 대학 (브라운 대학) (en) 졸업(경제학 학사)
- 1971년: 예일대학교 대학원 졸업 (경제학 박사)

## 경력 사항
- 2004년~2010년: 샌프란시스코 연방은행 총재
- 1997년~1999년: 대통령경제자문회의(en) 의장
- 1980년~1982년: 캘리포니아 대학교 버클리교 경영대학원 보조교수
- 1982년~1985년: 캘리포니아 대학교 버클리교 경영대학원 부교수
- 1985년~: 캘리포니아 대학교 버클리교 경영대학원 교수